# 代特莫尔德
代特莫尔德（德語：Detmold，發音：[ˈdɛtmɔlt] ⓘ）是德国北莱茵-威斯特法伦州代特莫尔德行政区利珀县的城市，也是利珀县的县治和最大城市，总面积129.39平方千米，2023年12月31日总人口为74,835人。
代特莫尔德位于汉诺威西南约100千米，比勒费尔德以东约30千米。该市西南郊，有条顿堡森林战役纪念塔。
1468年—1918年，代特莫尔德曾是利珀领地君主的府邸，此后又是利珀自由邦（1918年－1947年）的首都，1947年后是代特莫尔德行政区的首府，1932年—1973年是代特莫尔德县的首府，此后成为利珀县（由代特莫尔德县和莱姆戈县合并而成）的首府。

## 友好城市
代特莫尔德与以下城市结为友好城市：
- 比利时 哈瑟尔特（1976年）
- 法國 圣奥梅尔（1969年）
- 芬兰 萨翁林纳（2003年）
- 德国 蔡茨（1990年）
- 希腊 奥雷奥卡斯特罗（英语：Oraiokastro）（2013年）